# Otohydra
Otohydra är ett släkte av nässeldjur som beskrevs av Bertil Swedmark och Teissier 1958. Enligt Catalogue of Life ingår Otohydra i familjen Otohydridae, men enligt Dyntaxa är tillhörigheten istället familjen Otohydride.
Otohydra är enda släktet i familjen Otohydridae.
Kladogram enligt Catalogue of Life och Dyntaxa:
| Otohydra | \| \| Otohydra tremulans \| \| \| \| \| \| Otohydra vagans \| \| \| \| |
|          | \| \| Otohydra tremulans \| \| \| \| \| \| Otohydra vagans \| \| \| \| |
|          | Otohydra tremulans                                                     |
|          |                                                                        |
|          | Otohydra vagans                                                        |
|          |                                                                        |